# Мљетски канал
Мљетски канал је морски канал у јужном делу Јадранског мора, а налази се између острва Мљета и полуострва Пељешца. Просечна ширина канала је 8 км, а просечна му је дубина 80 метара. Мљетски је канал одлично заштићен од јаких удара јужих ветрова, што је у прошлости било од велике важности, јер је Мљетски канал био први сигурни канал грчким поморцима из Грчке према колонијама на отстрвима Корчули, Вису и Хвару. С друге стране, у Мљетском каналу знају дувати јака бура и јака трамонтана.
На Мљетски канал излаз имају све луке на отстрву Мљету те луке Трстеник и Прапратно, на полуострву Пељешцу..